# Sand, Ungern
Sand är en ort i Ungern.   Den ligger i provinsen Zala, i den västra delen av landet, 190 km sydväst om huvudstaden Budapest. Sand ligger 165 meter över havet och antalet invånare är 490.
Terrängen runt Sand är platt. Runt Sand är det ganska glesbefolkat, med 25 invånare per kvadratkilometer. Närmaste större samhälle är Nagykanizsa, 10,7 km väster om Sand. Trakten runt Sand består till största delen av jordbruksmark.